# Karos
Karos este un sat în districtul Cigánd, județul Borsod-Abaúj-Zemplén, Ungaria, având o populație de 510 locuitori (2011). 

## Demografie
Componența etnică a satului Karos
     Maghiari (88,33%)
     Romi (11,67%)
Componența confesională a satului Karos
     Reformați (42,16%)
     Romano-catolici (17,65%)
     Greco-catolici (11,57%)
     Fără religie (8,82%)
     Necunoscută (19,8%)
Conform recensământului din 2011, satul Karos avea 510 locuitori. Din punct de vedere etnic, majoritatea locuitorilor (88,33%) erau maghiari, cu o minoritate de romi (11,67%). Nu există o religie majoritară, locuitorii fiind reformați (42,16%), romano-catolici (17,65%), greco-catolici (11,57%) și persoane fără religie (8,82%). Pentru 19,8% din locuitori nu este cunoscută apartenența confesională.